# Nokia Asha 501
Nokia Asha 501 é um smartphone low-end da série Asha, anunciado na Índia em 9 de maio de 2013, e lançado em 24 de junho de 2013. No Brasil somente no final julho de 2013. O dispositivo é classificado pela Nokia como um smartphone simples.O telefone está disponível em versão single ou dual-SIM.
Originalmente construído sobre a plataforma de software Nokia Asha 1.0, uma nova plataforma descedente do S-40, com uma interface semelhante ao MeeGo no Nokia N9 e tecnologia apresentada da Smarterphone, uma empresa de software adquirida pela Nokia em 2012.
O dispositivo inclui Bluetooth e Wi-Fi, mas sem conectividade 3G, contando com EDGE e GPRS (2.75G) para redes com base móvel. O telefone tem se destacado por sua facilidade de uso, e uma bateria com longa conversação e de espera.
O preço sugerido para o telefone é EUA $ 99 antes de impostos e subsídios. Inicialmente no Brasil foi lançado com o preço de R$ 329,00, mas hoje pode-se encontra-lo na faixa de R$ 229,00 a R$ 289,00.

## Software
Nokia Asha 501 vem pré-carregado com o Nokia Xpress, navegador que (de acordo com a Nokia) comprime do lado do servidor de dados em 90% para facilitar a menor quantidade de dados transferíveis com o telefone. Nokia Xpress Now é um novo aplicativo que oferece conteúdo baseado em localização.
O dispositivo foi anunciado para caracterizar aplicações sociais embutidas para Facebook, Twitter e LinkedIn. Outros aplicativos foram anunciadas Here Maps, EA games, eBuddy, CNN, ESPN e The Weather Channel.
Here Maps BETA para Asha 501 foi lançado em 3 de julho em alguns países. Foursquare foi lançado para o modelo em 25 de julho; o aplicativo não vai exigir GPS e usa dados de localização a partir da conexão de rede. O aplicativo LinkedIn foi lançado em 6 de agosto para Asha 501 e outros telefones full-touch Asha. Em 7 de agosto de 2013, Line, aplicativo de mensagens instantâneas foi disponibilizado para o dispositivo. Outros aplicativos de mensagens instantâneas oficialmente em oferta são WeChat e eBuddy Mobile Messenger.
WhatsApp está disponível para este telefone desde novembro de 2013.
Facebook Messenger foi disponibilizado para este dispositivo 18 de março de 2014.
O telefone suporta 12 línguas nativas ao subcontinente indiano no teclado Swype na tela.
A seleção de aplicativos incluídos e personalizações de interface de usuário podem variar de acordo com a disponibilidade e região geográfica.

## Características
Nokia Asha 501 tem um ecrã Nokia Glance e Nokia Fastlane, mais Tela Toque de 2x. Uma panorama câmera e um guia de voz na câmera para auto-retrato foi introduzido na nova atualização que lançada em abril de 2014. Essa atualização também trouxe um controle paterno para os aplicativos instalados no telefone. A própria Nokia deixa claro que esse telefone móvel é destinado para usuários simples e práticos.
Nokia Asha 501 tem se destacado por sua bateria, que oferece longa espera e tempos de conversação - 48 dias e 17 horas, respectivamente - que por sua vez permite que o telefone para ser usado em locais com fornecimento de energia elétrica ineficiente ou inexistente.